# Зонненберг (тоннель)
Туннель Зонненберг длиной 1550 м построен в 1971—1976 годах и расположен рядом с г. Люцерн, Швейцария. На момент завершения строительства был крупнейшим гражданским убежищем в мире, предназначенным для защиты 20 000 гражданских лиц в случае войны или катастрофы.

## Автомобильный туннель
По туннелю проходит автомагистраль А2, поток составляет 55 000 автомобилей в сутки. Имеются планы по строительству обходной дороги.

## Убежище гражданской обороны
Федеральный закон 1963 года направлен на обеспечение безопасности населения страны в случае ядерной войны. Убежище состоит из двух туннелей автомагистрали (по одному на направление движения), каждый из которых способен вместить 10 000 человек в 64 залах. Между туннелями существуют семь проходов, в них находятся командный пункт, пункт скорой медицинской помощи, радиостудия. Убежище было разработано, чтобы выдерживать взрыв мегатонной бомбы на расстоянии 1 километра. Толщина затворов, в порталах туннеля составляет 1,5 метра, а каждый из затворов весит 350 тонн.
Материально-технические проблемы, связанные со спасением 20 000 граждан, не были тщательно изучены, учения граждан проведены не были, поскольку они требуют закрытия автомагистрали и перенаправления обычного трафика. Лишь однажды были проведены пятидневные учения для спасателей, в 1987 году. Они выявили много проблем: в частности, для того чтобы полностью закрыть все ворота (затворы), потребовалось 24 часа, также оказалось невозможным разместить 20 000 человек в разумные сроки. После этого вместимость убежища была пересмотрена до 10 000. Сомнения по поводу жизнеспособности туннеля в качестве укрытия остались.
После окончания холодной войны высокие затраты на техническое обслуживание оказались неоправданными для объекта, который был чётко направлен на использование в военное время и не мог быть подготовлен в течение нескольких часов для краткосрочного использования после стихийных бедствий. В 2005 году, после долгих политических дебатов, было принято решение практически полностью отказаться от вторичных (военных) функций — вместимость была сокращена до 2000 человек.